# Encasillamiento
En televisión, cine y teatro, el encasillamiento o encasillado es el proceso por el cual a un actor se le identifica fuertemente con un personaje específico en uno o más roles específicos, o personajes que tienen los mismos rasgos o que provienen de las mismas clases sociales o grupos étnicos. Existen casos en los que un actor ha sido tan fuertemente identificado con un papel que les dificulta encontrar trabajo interpretando a otros personajes.
Alternativamente, un director puede elegir a un actor «contra el tipo» (es decir, en un papel que sería inusual para ese actor, para crear un efecto dramático o cómico). El encasillamiento también ocurre en otras artes escénicas. Un cantante de ópera que tiene mucho éxito en un papel, como Denyce Graves como Carmen, puede ser encasillado en ese papel.

## Ejemplos de actores encasillados
Uno de los casos más notorios es el actor británico Daniel Radcliffe, conocido mundialmente por ser el protagonista de la saga de películas Harry Potter. Radcliffe fue elegido para interpretar a Harry Potter a los once años. Se enfrentó así a dos transiciones: de actor infantil a estrella adulta y pasar de ser encasillado como Potter a interpretar otros papeles. Su carrera después de Harry Potter incluyó apariciones en el escenario, como en El cojo de Inishmaan de Martin McDonagh; en películas independientes como Kill Your Darlings, en la que interpretó a Allen Ginsberg; y películas de grandes estudios como Victor Frankenstein, en la que interpretó al jorobado Igory comedias románticas como What If.
Jon Hamm declaró que después del éxito de la serie Mad Men, recibió «alrededor de cuarenta guiones que estaban todos ambientados en los años 1960», o para interpretar personajes de publicidad como su personaje Don Draper.
Peter Robbins dejó en gran medida la actuación después de envejecer para su papel más famoso, la voz de Charlie Brown. Conservó un fuerte afecto por el papel durante toda su vida, incluido un tatuaje del personaje.
El actor soviético Mikheil Gelovani encarnó a Iósif Stalin en doce películas realizadas durante la vida del dictador, que reflejaban su culto a la personalidad. Entre ellos se encuentran El gran amanecer (1938), Lenin en 1918 (1939), El voto (1946), La caída de Berlín (1950) y El año inolvidable 1919 (1952). Dichas películas fueron prohibidas o se eliminaron las escenas de Stalin a raíz del famoso discurso secreto que dio Nikita Jrushchov en febrero de 1956. Tras la muerte de Stalin, al actor se le negaron nuevos roles ya que estaba muy identificado con él. Según el libro The Guinness Book of Movie Facts and Feats, Gelovani probablemente había interpretado al mismo personaje histórico más que cualquier otro actor. El columnista de Die Zeit, Andreas Kilb, escribió que acabó con su vida «un lamentable Kagemusha» a imagen de Stalin.

## Actores con cambios radicales de personajes
Algunos actores intentan evitar o escapar del encasillamiento asumiendo roles opuestos a los que anteriormente se les conocía.
- Tom Cruise era típicamente conocido por interpretar a héroes antes de que el director Michael Mann lo eligiera como un asesino a sueldo amoral en Collateral (2004).

- Bryan Cranston había interpretado al inmaduro y despistado Hal Wilkerson en la serie Malcolm in the Middle. Cuando Vince Gilligan se acercó a AMC sobre su plan de elegir a Cranston como el moralmente dudoso Walter White en Breaking Bad, la cadena en un inicio se había opuesto precisamente por encarnar personajes cómicos, todo lo contrario a Walt.

- Michael Keaton había protagonizado anteriormente principalmente exitosas comedias para sentirse bien antes de que el director Tim Burton lo eligiera como Bruce Wayne en el oscuro drama de acción Batman (1989).

- Adam Sandler es conocido por sus papeles de comedia, en los que normalmente interpreta a un "niño-hombre agresivo" y un "personaje extremo rodeado de gente normal". El director Paul Thomas Anderson eligió a Sandler para un papel dramático en Embriagado de amor (2002), como un hombre que se enfrenta a una psicosis y que pasa "de una tristeza discreta a la rabia y viceversa". Sandler volvió a trabajar bajo un personaje serio en Reign Over Me y The Meyerowitz Stories.

- Jackie Chan fue originalmente conocido por interpretar papeles cómicos heroicos y físicos en películas de acción y aventuras a lo largo de más de tres décadas, para recibir una opinión polarizada por parte de los críticos internacionales, fue elegido contra todo tipo por su papel serio de género de suspenso como un inmigrante chino en The Foreigner (2017), en el que Chan recibió elogios de la crítica.

- Vince Vaughn abandonó los personajes cómicos por los que se hizo conocido para interpretar a un convicto violento en Brawl in Cell Block 99 (2017).[4]

- Christian Bale obtuvo el papel de Patrick Bateman en American Psycho (2000), aunque la gente le recordaba que interpretar este papel sería un «suicidio profesional». El actor respondió: «Mucha gente hablaba de Anthony Perkins en Psycho y decía, sabes que una vez que interpretas a un villano como ese, nunca puedes interpretar nada más porque estás atrapado en la imaginación de todos como esa persona». Sin embargo, Bale siguió interpretando el papel y resultó ser una película revolucionaria para él, consolidando su estatus como un actor convencional. Desde entonces, ha protagonizado películas aclamadas por la crítica, incluidas Batman Begins (2005), The Fighter (2010) y La gran apuesta (2015), obteniendo nominaciones al Óscar por las dos últimas películas mencionadas.